# Rhodiola cretinii
Rhodiola cretinii là một loài thực vật có hoa trong họ Crassulaceae. Loài này được (Raym.-Hamet) H. Ohba miêu tả khoa học đầu tiên năm 1976.